# Society of Chemical Industry
 (février 2021).
La mise en forme du texte ne suit pas les recommandations de Wikipédia : il faut le « wikifier ».
Les points d'amélioration suivants sont les cas les plus fréquents :
- Les titres sont pré-formatés par le logiciel. Ils ne sont ni en capitales, ni en gras.
- Le texte ne doit pas être écrit en capitales (les noms de famille non plus), ni en gras, ni en italique, ni en « petit »…
- Le gras n'est utilisé que pour surligner le titre de l'article dans l'introduction, une seule fois.
- L'italique est rarement utilisé : mots en langue étrangère, titres d'œuvres, noms de bateaux, etc.
- Les citations ne sont pas en italique mais en corps de texte normal. Elles sont entourées par des guillemets français : « et ».
- Les listes à puces sont à éviter, des paragraphes rédigés étant largement préférés. Les tableaux sont à réserver à la présentation de données structurées (résultats, etc.).
- Les appels de note de bas de page (petits chiffres en exposant, introduits par l'outil «  Source ») sont à placer entre la fin de phrase et le point final[comme ça].
- Les liens internes (vers d'autres articles de Wikipédia) sont à choisir avec parcimonie. Créez des liens vers des articles approfondissant le sujet. Les termes génériques sans rapport avec le sujet sont à éviter, ainsi que les répétitions de liens vers un même terme.
- Les liens externes sont à placer uniquement dans une section « Liens externes », à la fin de l'article. Ces liens sont à choisir avec parcimonie suivant les règles définies. Si un lien sert de source à l'article, son insertion dans le texte est à faire par les notes de bas de page.
- La présentation des références doit suivre les conventions bibliographiques. Il est recommandé d'utiliser les modèles {{Ouvrage}}, {{Chapitre}}, {{Article}}, {{Lien web}} et/ou {{Bibliographie}}. Le mode d'édition visuel peut mettre en forme automatiquement les références.
- Insérer une infobox (cadre d'informations à droite) n'est pas obligatoire pour parachever la mise en page.

Pour une aide détaillée, merci de consulter Aide:Wikification.
Si vous pensez que ces points ont été résolus, vous pouvez retirer ce bandeau et améliorer la mise en forme d'un autre article.
La Society of Chemical Industry (SCI) est une société savante mise en place en 1881 "dans le but de promouvoir l'application de la chimie et des sciences connexes pour l'intérêt public".

## Des bureaux
Le siège social de la société se situe à Belgrave Square, à Londres. Il existe des filiales à moitié indépendantes aux États-Unis, au Canada et en Australie.

## Buts
L'entreprise cherche à accélérer la vitesse de l'innovation scientifique par l'industrie au profit de la société. Ainsi, elle encourage la collaboration entre scientifiques et met en place des conférences techniques et d'innovation, crée des communautés académiques et industrielles, et publie des contenus scientifiques dans des revues et des plateformes.
Il promeut également l'enseignement des sciences.

## Histoire
Le 21 novembre 1879, le chimiste du Lancashire John Hargreaves a tenu une réunion de chimistes et de directeurs à Widnes, St Helens et Runcorn dans le but de créer une entreprise chimique. Inspirée par le succès de la Tyne Chemical Society, qui opère déjà à Newcastle, la New South Lancashire Chemical Society a tenu sa première réunion à Liverpool le 29 janvier 1880, sous la présidence de l'éminent chimiste industriel et fabricant de soude Ludwig Mond.
Il fut rapidement décidé que la société ne devait pas se limiter à la zone locale, et le titre de "Société de l'Industrie Chimique" fut finalement retenu comme "plus inclusif" lors d'une réunion à Londres, le 4 avril 1881. Tenue au bureau de la Chemical Society (aujourd'hui siège de la Royal Society of Chemistry) à Burlington Building, la réunion était présidée par Henry Roscoe, le premier président nommé par SCI. Eustace Carey, Ludwig Mond, FA Abel, Lowthian Bell, William H Perkin, Walter Weldon, Edward Rider Cook, Thomas Taylor et George E Davis, tous les scientifiques industriels et représentants bien connus de l'époque, ont assisté à la rencontre.
La Société s'est rapidement développée, ouvrant des sections internationales et régionales. En 1881, Ivan Levinstein était l'un des fondateurs de la section Manchester de la Society of Chemical Industry, et plus tard Sir Henry Roscoe en a été le président. Levinstein a également été président de la Chemical Industry Association de 1901 à 1903.
Parmi les premiers membres éminents, on y retrouvait William Lever, George Matthey, Ludwig Mond, Henry Armstrong, Leo Baekeland, Rudolph Messel, Charles Tennant, Richard Seligman, Ferdinand Hurter ainsi que Marie Stopes .

### Adhésion
La cotisation initiale était alors très élevée : la première cotisation était fixée à une guinée, ce qui équivaut aujourd'hui à près de 400 £ (livres). À ce moment-là, quatre niveaux de membres ont été convenus : membre, membre associé, étudiant et membre honoraire. La plupart des nominations ont été basées sur l'examen des « éligibilité » par le conseil d'administration de la SCI. Malgré le coût élevé, au moment de la première réunion officielle de l'Association de l'industrie chimique en juin 1881, elle avait attiré plus de 300 membres.

### Incorporation
Une assemblée générale d'exception s'est tenue le 27 mars 1906, présidée par le président Edward Divers et le secrétaire CG Cresswell, afin de discuter d'une motion de demande d'incorporation en vertu d'une charte royale. La résolution fut officiellement soumise par Sir (Thomas) Boverton Redwood. Après quelques discussions, la motion a été adoptée à l'unanimité. La société a été officiellement enregistrée, par charte royale, le 17 juin 1907, et ses statuts ont été publiés dans le Journal of the Society of Chemical Industry. À ce moment-là, il s'était élargi pour inclure de nombreux chapitres satellites, y compris des emplacements au Canada, en Nouvelle-Galles du Sud, à New York, en Nouvelle-Angleterre ainsi qu'au Royaume-Uni.

### Quartier général
Le premier siège social de cette nouvelle société de l'industrie chimique a été créé en 1881, situé à Palace Chambers, Westminster Bridge Street, Londres. Après une série de changements d'adresse, la société est finalement passée à sa cinquième position actuelle en 1955, à savoir 14/15, qui était à l'origine 16 - Belgrave Square. Propriété du duc de Westminster, avec le reste de Belgravia, il fait toujours partie de Grosvenor House et a été récemment réquisitionné par le ministère de la Défense pendant la Seconde Guerre mondiale. Selon certaines informations, Rudolf Hess, l'ancien commandant nazi, a été interrogé dans le bâtiment après avoir pris l'avion pour le Royaume-Uni après la guerre.

## Activités et événements
SCI organise chaque année plus de 100 conférences et événements qui sont axés sur des thèmes scientifiques de pointe et revêtent une importance particulière. Celles-ci sont principalement organisées par des groupes d'intérêt techniques, internationaux et régionaux dirigés par des membres de SCI.[réf. nécessaire]
SCI organise des conférences publiques gratuites en soirée, à la fois à son siège social et en ligne, par l'intermédiaire de ses SCITalks! programme.
L'Entreprise dispose d'un vaste programme de récompenses conçu pour sensibiliser aux avantages des applications pratiques de la chimie et des sciences connexes dans les disciplines scientifiques et l'industrie. Le SCI attribue également des bourses d'études et des bourses de voyage aux membres étudiants, et célèbre des scientifiques, des éducateurs et des hommes d'affaires accomplis à travers une série de récompenses, de médailles et de conférences internationales.

## Groupes internationaux
Les groupes internationaux comprennent :
- Society of Chemical Industry (section américaine)

## Journaux

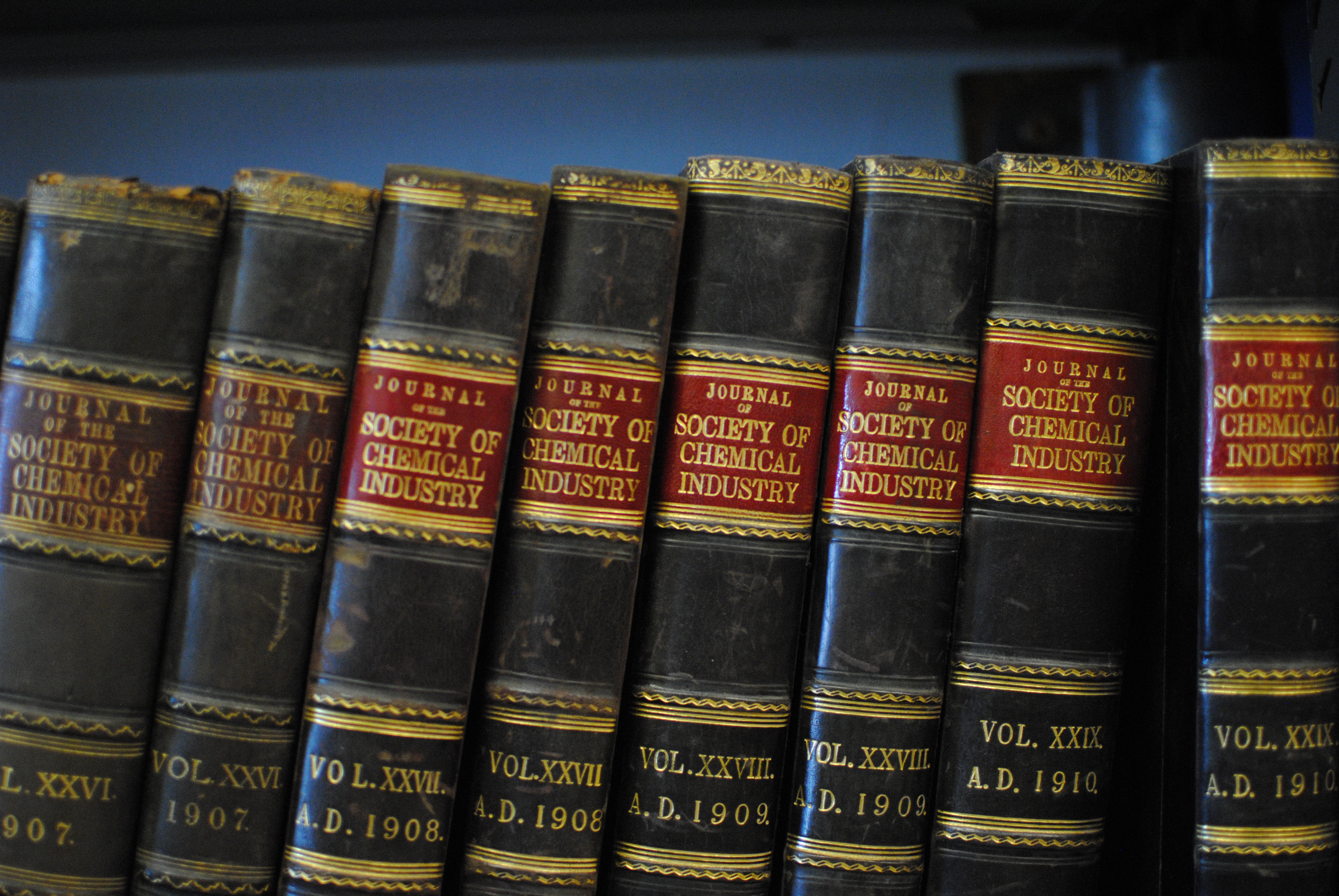
1907-1910 volumes reliés du Journal of the Society of Chemical Industry

La Société a publié de nombreuses revues scientifiques évaluées par des pairs en collaboration avec John Wiley & Sons :
- Biocarburants, bioproduits et bioraffinage
- Science et ingénierie de l'énergie
- Gaz à effet de serre: science et technologie
- Journal de la technologie chimique et de la biotechnologie
- Journal de la science de l'alimentation et de l'agriculture
- Science de la lutte antiparasitaire
- Polymère International

## Chimie et industrie
SCI publie notamment le magazine Chemistry & Industry (C&I).
La Société a créé la Chemistry & Industry en 1923. Depuis 1923, il documente les progrès de la chimie, des sciences et inventions connexes développées par les grandes entreprises et les start-up. Il couvre une série de technologies et de domaines d'application différents, a été largement lu dans la communauté et s'est répandu à l'échelle internationale.

## Prix et distinctions
Le programme spécialisé a été créé en 1996 pour faire connaître les avantages de l'application pratique de la chimie et des sciences connexes dans les disciplines scientifiques et l'industrie, et pour célébrer les scientifiques et les inventeurs accomplis grâce à une série de récompenses, de médailles et de conférences internationales.
Les distinctions les plus prestigieuses sont les médailles de l'Entreprise, qui sont au nombre de 12 environ, félicitant ceux qui ont joué un rôle de premier plan dans la promotion des objectifs et des valeurs de cette dernière. La médaille de l'Entreprise est décernée à des personnes qui ont apporté une contribution significative dans les domaines des sciences chimiques, de l'innovation et de l'entrepreneuriat,.

## Les références
1. ↑  « About SCI », Society of Chemical Industry (consulté le 16 août 2016)
2. ↑  MacLeod, « Concern over chemistry course closure », Guardian Unlimited, 13 mars 2006
3. ↑  « Proceedings of the extraordinary general meeting, March 27, 1906 », Journal of the Society of Chemical Industry, vol. 25,‎ 30 avril 1906, p. 343–347 (lire en ligne, consulté le 17 août 2016)
4. ↑  « Official Notice », Journal of the Society of Chemical Industry, vol. 27, no 14,‎ 31 juillet 1908, p. 721–731 (lire en ligne, consulté le 17 août 2016)
5. ↑  (en) « Parliament Street », sur UK Parliament (consulté le 18 juillet 2020)
6. ↑  « Public Evening Lectures », Society of Chemical Industry (consulté le 16 août 2016)
7. ↑  « Chemistry & Industry », Society of Chemical Industry (consulté le 16 août 2016)
8. ↑  « Levinstein Memorial Award, 2009 », Society of Chemical Industry (consulté le 16 décembre 2009)
9. ↑  « Awards List », Society of Chemical Industry (consulté le 16 août 2016)